# Leong Ian Veng
Leong Ian „Kelvin Leong” Veng (chiń. 梁欣荣; ur. 22 lutego 1981 roku w Makau) – kierowca wyścigowy z Makau.

## Kariera
Leong poświęcił się głównie startom w wyścigach samochodów turystycznych. W 2012 roku podczas rundy w Makau dołączył do stawki World Touring Car Championship. Pierwszy wyścig ukończył na siedemnastej pozycji, a w drugim wyścigu nie dojechał do mety. 